# Abuș
Abuș (węg. Abosfalva) – wieś w Rumunii, w okręgu Marusza, w gminie Mica. W 2011 roku liczyła 300 mieszkańców.